# 拟土舟蛾
拟土舟蛾（學名：Togepteryx incongruens），是昆虫纲鱗翅目舟蛾科土舟蛾属的其中一種。分布於中國浙江省，雄性翅膀展開長度達4公分。拟土舟蛾的下唇须、額頭和胸部背面的后半部呈暗红褐色。头部、翅基片和胸部背面的前半部呈灰白色。腹部背面呈暗灰褐色。翅膀前部呈灰色，並帶有红褐色，近基部前缘到外缘有一條黑褐色纵带，纵带的前方帶灰白色，而隨著位置的推移，顔色漸漸變淺，直到後缘則呈白色。棲息地不明，生活習性不明。
拟土舟蛾外形與背白土舟蛾相似，不同的是拟土舟蛾的前翅外綫在前缘的暗點比較背白土舟蛾來説較不明顯。

## 扩展阅读
維基物種上的相關：拟土舟蛾